# Kaple Nejsvětější Trojice (Křinec)
Kaple (kostel) Nejsvětější Trojice v Křinci je barokně upravená sakrální stavba, která stojí volně zhruba uprostřed hřbitova nad městysem Křinec na temeni vrchu Chotuci asi 800 m západně od intravilánu obce. Duchovní správou kaple spadá pod farnost Křinec. Kaple je chráněna jako kulturní památka.

## Historie
Kaple Nejsvětější Trojice bývá někdy nazývána kostelem, nicméně jedná se o velkou kapli, byla zbudována patrně na místě původně pohanského božiště, které je připomínáno v roce 1357. Současná kaple pochází snad ze 16. století, ale roce 1697 byla barokně upravena. V roce 1888 vyhořela a znovu obnovena byla v roce 1889.

## Architektura

### Exteriér
Jedná se o jednoduchou původně gotickou jednolodní obdélnou stavbu z lomové opuky s pravoúhle uzavřeným presbytářem. Fasády mají jednotnou barokní úpravu. V ose se nachází čtvercová sakristie a před západním průčelím stojí čtvercová předsíň. Západní portál má kaple půlkruhově uzavřený. Na jihu boku lodě je obnažen dnes zaslepený sedlový gotický portál. Střecha je valbová s recentní krytinou a hranolovou vížkou na rozhraní mezi lodí a presbytářem.

### Interiér
Uvnitř má kaple plochý strop. Vítězný oblouk je původně lomený s dodatečně sníženou horní částí.
Zařízení uvnitř je prosté a pochází z 19. století. Na hlavním oltáři je obraz od Františka Truksy z roku 1891. Náhrobek je z roku 1809.

## Okolí kaple
Na hřbitově, který obklopuje kapli se nachází hrobka Vonkova. Jedná se o novorenesanční hranolovou pohřební kapli z období kolem roku 1900.